# 羅比·羅伯森
羅比·傑米·羅伊爾·羅伯森OC（1943年7月5日—2023年8月9日）為一名加拿大音樂人、作曲家、電影配樂作曲家、製作人、演員和作家。
羅伯森是作為樂隊合唱團的吉他手以及主要作曲人、和作為獨唱錄音藝術家的個人職業生涯而聞名，他與樂隊合唱團創造並奠定了美式音樂流派。羅伯森以樂隊合唱團的成員被引入加拿大音樂名人堂、加拿大星光大道和搖滾名人堂。他也在滾石雜誌一百大吉他手名單中排名59。
作為作曲人，羅伯森寫出了〈The Weight〉、〈The Night They Drove Old Dixie Down〉、〈Up on Cripple Creek〉、〈Broken Arrow〉、〈Somewhere Down the Crazy River〉等名曲。他於2011年入選加拿大歌曲創作名人堂，並獲得由國家作曲學院頒發的終身成就獎。
電影配樂製作人與作曲家方面，以羅伯森與導演馬丁·史柯西斯所合作的1978年搖滾紀錄片《最後華爾茲》最為知名，兩人後續還有其他合作，包括1980年的《憤怒的公牛》和1995年的《賭城風雲》。除此之外，羅伯森為也其他電影和電視製作了許多其他配樂，如《神鬼無間》（2006年）、《华尔街之狼》（2006年）、《愛爾蘭人》（2019年）及《花月殺手》（2023年）等。

## 作品
- 《Robbie Robertson（英语：Robbie Robertson (album)）》（1987年10月27日）
- 《Storyville（英语：Storyville (album)）》（1991年9月30日）
- 《Music for the Native Americans（英语：Music for the Native Americans）》（1994年10月4日；原聲帶專輯）
- 《Contact from the Underworld of Redboy（英语：Contact from the Underworld of Redboy）》（1998年3月10日）
- 《How to Become Clairvoyant（英语：How to Become Clairvoyant）》（2011年4月5日）
- 《Sinematic（英语：Sinematic）》（2019年9月20日）

## 外部連結
- 官方网站
- 羅比·羅伯森在互联网电影资料库（IMDb）上的資料（英文）
- 羅比·羅伯森的採訪 （页面存档备份，存于） NAMM Oral History Library (2017)